# 中野定博
中野 定博（なかの さだひろ、1975年2月16日 - ）は、日本の作曲家・編曲家。徳島県出身。

## 経歴
楽器店を営む両親のもとで生まれ、1995年にバークリー音楽大学留学。学生時代はペリー・ゲイヤーに認められ多数のセッションに起用される。1997年にニューヨークのレーベルと契約を果たし、自身名義のディープハウスEP「Dime Piece」をリリース。リリース当時のセールスは、ヒットには到らなかったが、2010年代後半から一部のコアなディープハウスファンの間で話題となり、数少ないアナログレコードがレア盤として価格が高騰している。1999年に帰国、2003年にw-inds.の「Long Road」がオリコンチャート1位を獲得。同年のレコード大賞金賞を受賞した。

## 主な提供楽曲

### J-POP
- HAN-KUN
  - Revolution（編曲）
  - With Me（編曲）
  - I&I(Additional Keyboard Programming)
  - #IROIRO（共作曲・編曲）
  - DEEP IMPACT（編曲）
  - TEPPEN!（編曲）
  - NEXT TO YOU（編曲）
  - MELODY OF LOVE（編曲）
  - RESPECT（編曲）
  - 無問題（編曲）
  - SUN DANCER（編曲）
  - Okay（共作曲・編曲）
  - 湘南My Love（カバーアルバム「Musical Ambassador」収録・編曲）
  - もっと強く抱きしめたなら（カバーアルバム「Musical Ambassador」収録・編曲）
  - このまま君だけを奪い去りたい（カバーアルバム「Musical Ambassador」収録・編曲）
  - 木蘭の涙（カバーアルバム「Musical Ambassador」収録・編曲）
  - 海の声（カバーアルバム「Musical Ambassador」収録・編曲）
  - ひまわりの約束（カバーアルバム「Musical Ambassador」収録・編曲）
  - 空も飛べるはず（カバーアルバム「Musical Ambassador」収録・編曲）
  - Tomorrow never knows（カバーアルバム「Musical Ambassador」収録・編曲）
  - 上を向いて歩こう（カバーアルバム「Musical Ambassador」収録・編曲）
  - 離したくはない（カバーアルバム「Musical Ambassador」収録・編曲）
  - あなたに（カバーアルバム「Musical Ambassador」収録・編曲）
  - オリビアを聴きながら（カバーアルバム「Musical Ambassador2」収録・編曲）
  - 元気を出して（カバーアルバム「Musical Ambassador2」収録・編曲）
  - バンザイ 〜好きでよかった〜（カバーアルバム「Musical Ambassador2」収録・編曲）
  - ハナミズキ（カバーアルバム「Musical Ambassador2」収録・編曲）
  - 奏（かなで）（カバーアルバム「Musical Ambassador2」収録・編曲）
  - I Love（カバーアルバム「Musical Ambassador2」収録・編曲）
- 湘南乃風
  - Turn Over（編曲）
  - One Song(Piano Ver.)（編曲）
- CHIHIRO
  - 永遠 feat. Tarantula from Spontenia（キーボードプログラミング
  - 恋レター feat. TOC from Hilcrhyme（キーボードプログラミング／ストリングスアレンジ）
  - RESET（キーボードプログラミング／ストリングスアレンジ）
  - HOME（キーボードプログラミング／ストリングスアレンジ）
  - 百年ノ恋（キーボードプログラミング／ストリングスアレンジ）
  - YES（キーボードプログラミング／ストリングスアレンジ）
  - どんなに離れていても feat. SEAMO（キーボードプログラミング／ストリングスアレンジ）
  - やっぱり好き（キーボードプログラミング／ストリングスアレンジ）
  - ずるいよ（キーボードプログラミング／ストリングスアレンジ）
  - 春風（キーボードプログラミング／ストリングスアレンジ）
  - バージンロード（キーボードプログラミング／ストリングスアレンジ）
  - ただのトモダチ（編曲）
  - 片恋（編曲）
  - 好きになっちゃいけない人（編曲）
  - 臆病（編曲）
  - Dear Santa（編曲）
  - シングルジングルベル（編曲）
  - White Love（編曲）
  - KISS（編曲）
  - 好きって言って（共編曲）
  - 細胞レベルで君が好きなんだ（共編曲）
  - 君を忘れるための歌（共編曲）
  - My Life（共編曲）
  - 好きだけどサヨナラ(Cape Amethyst Remix)（リミックス）
  - もうBye Bye（共編曲）
  - 後悔のまえに（共編曲）
  - 恋人ごっこ（共編曲）
- THE BEAT GARDEN
  - みんなへ（編曲）
- SE7EN
  - LOVE AGAIN（編曲）
- Twenty4-7
  - Endless Road（編曲）
  - 愛の色（編曲）
  - 愛の色(Orchestra Version)（編曲）
- SATOMi
  - Joy Of Love〜happy ever after〜feat.HISATOMI（編曲）
- 芦田愛菜
  - Best Friend（編曲）
- TRF
  - Flower（編曲）
- サーターアンダギー
  - 明日へ feat.TETSU from SHINSENGUMI LIEN（編曲）
- 安倍なつみ
  - OLの事情（編曲）
- 伊藤由奈
  - Pureyes（編曲）
- 井上麻里奈・福山潤
  - 約束の海（作曲・編曲）
- w-inds.
  - Long Road（編曲）
  - Everyday（編曲）
- 大原さやか
  - Dear My Friend（作曲・編曲）
- 折笠富美子
  - 晴れのち夏の雨（作曲・編曲）
- 小清水亜美
  - プラチナ・ソウル（作曲・編曲）
  - Make My Day（作曲・編曲）
- 河井英里
  - SUNFLOWER（作曲）
- 工藤静香
  - Lotus〜生まれし花〜（編曲）
  - 潤んだハート編曲）
- 篠原涼子
  - someday somewhere（編曲）
- しゅごキャラエッグ!
  - はじまりのうた（編曲）
- 豊口めぐみ
  - FOR YOUR SHINE（作曲）
- Skoop On Somebody
  - CRAZY LOVE（編曲）
- hiro
  - 光の中で（編曲）
- 広橋涼
  - SUNFLOWER（作曲）
- Buono!
  - Internet Cupid（作曲・編曲）
- famille 〜ファミーユ〜 WE LOVE ヘキサゴン 2010収録
  - カナエ カナエ（編曲）
- 保志総一朗
  - 明日へ還る日まで（作曲・編曲）
- MAX
  - あなたを想うほど（編曲）
- 松元環季
  - 天子的憲法四条（作曲・編曲）
- 茉奈 佳奈
  - 遥か（編曲）
- ユン・サンヒョン
  - このまま気持ちさえ告げずに（編曲）
  - Never Ending Story（編曲）
  - 夏のトランク（編曲）
- SORGENTI
  - Introduction-詠歌-（共編曲／ミックス）
  - 浪漫（ミックス）
  - KAGURA（ミックス）
  - 初時雨（ミックス）
  - Interlude（共編曲／ミックス）
  - 狐の嫁入り（共編曲／ミックス）
  - 傀儡（ミックス）
  - 花園（ミックス）
  - 巡り。廻る。（ミックス）
  - 我が者語り（ミックス）

### ヒップホップ／EDM
- Franques
  - Knocks Me Out feat. Fatman Scoop & TUNA（共同プロデュース／ミックス）
- DJ Deckstream
  - アルバム「DRESS CODE」（全曲キーボードプログラミング）
  - 浪漫は一日にしてならず feat. Rino Latina II & Mummy-D（キーボードプログラミング）
  - REAL STYLE feat. 川畑要(CHEMISTRY) & MACCHO(OZROSAURUS)（キーボードプログラミング）
  - DON'T STOP THE KILLER TUNE feat. AISHA（キーボードプログラミング）
  - PROUD OF MY DREAM feat. 松本良喜（キーボードプログラミング）
  - HOLIDAY feat. 三浦大知（キーボードプログラミング）
  - WANNA BE STRONGER feat. SALU（キーボードプログラミング）
  - WOULD YOU MARRY ME? feat. 植松陽介（キーボードプログラミング）
  - あの日のさよなら feat. 鷲尾伶菜（キーボードプログラミング）
- Rahze
  - アルバム「Ta.la.la」（キーボードプログラミング）
- m-flo
  - miss you（loves Melody. & 山本領平）（キーボードプログラミング）
  - Loop In My Heart（loves Emili & YOSHIKA）（キーボードプログラミング）
  - the Love Bug（loves BoA）（キーボードプログラミング）
- VaVa
  - Minecraft（共同プロデュース）

### beatmania IIDX
- 9th style
  - STAR FIELD（SADA）
  - WANNA TELL THAT WORD（SADA）
- 13 DistorteD
  - Broadbanded（SADA）
- 14 GOLD
  - X-rated（SADA）
  - The Story Begins（SADA & Sota）

### pop'n music
- 16 PARTY♪
  - Quick Master -Naked TranceMix-（act deft remixed by SADA） - 「Quick Master」のリミックス楽曲。

### CROSS☓BEATS
- What Is Wrong With The World（SADA）
- What Is Wrong With The World (Cross Edit)（SADA）

### crossbeats REV.
- 生々世々（SADA）

### Cytus Ⅱ
- Space Alien (SADA 2Futureanthem)

### maimai でらっくす
- 共鳴 (SADA 2Futureanthem feat. ellie)